# Vasco Alves Pereira
Vasco Alves Pereira, barão de Santana do Livramento ( Alegrete, 25 de dezembro de 1818 — Alegrete, 5 de maio de 1883 ) foi um militar e político brasileiro.
Filho de Joaquim Alves Pereira e de Silvéria Maria Rodrigues Jacques, aos 18 anos iniciou na carreira militar, lutando na Revolução Farroupilha, ao lado dos monarquistas.Promovido a major, em 1844, participou da Guerra contra Rosas, em 1852, sendo promovido, quando reformado, a tenente-coronel em 1858. Lutando sempre ao lado do irmão, o bravo Francisco Alves Pereira.
Com o início da Guerra do Paraguai, reingressou no exército em 10 de agosto de 1865, sendo nomeado pouco depois comandante do 14° corpo de cavalaria da Guarda Nacional. Participou das batalhas de Curupaiti (onde foi ferido), Puiuti, Itororó, Angostura, Avaí, Lomas Valentinas e outras escaramuças em Sanga Branca, Potreiro Marmoré, etc. Foi promovido a brigadeiro em 1869 e agraciado com o título de barão de Santana do Livramento em 8 de junho de 1870.
Terminada a guerra, voltou ao seu estado, onde foi chefe do Partido Liberal.
Foi agraciado cavaleiro e depois comendador da Imperial Ordem da Rosa, oficial da Imperial Ordem do Cruzeiro, Ordem Nacional do Mérito Militar, medalha da Rendição de Uruguaiana,

## Fonte de referência
- PORTO-ALEGRE, Achylles. Homens Illustres do Rio Grande do Sul. Livraria Selbach, Porto Alegre, 1917.